# Kaskada (wodospad)

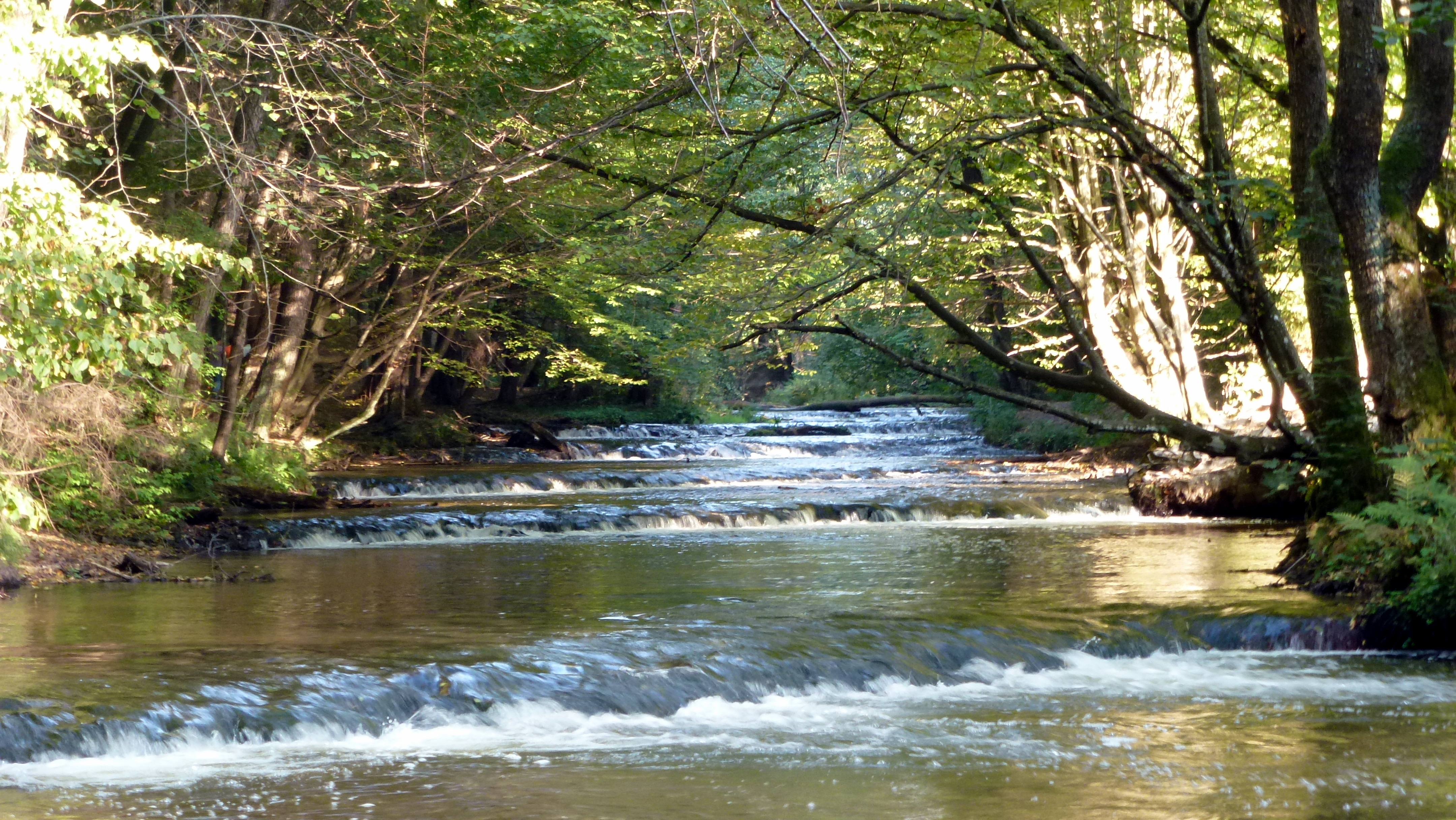
Naturalna kaskada na Tanwi

Kaskada – rodzaj wodospadu, w którym woda spada z progu lub po stopniach. Kaskada może być naturalna lub sztuczna. Naturalne kaskady powstają na potokach lub rzekach, w których układ warstw skalnych powoduje powstanie progów skalnych. Sztuczne kaskady w postaci betonowych lub drewnianych jazów tworzy się na ciekach wodnych o dużym spadku, w celu jego zmniejszenia.